# ローレンス・エラスマス
ローレンス・エラスマス（Lourens Erasmus、1993年6月14日 - ）は、南アフリカ共和国出身のラグビーユニオン選手。ジャパンラグビーリーグワンのトヨタヴェルブリッツに所属している。

## 略歴
南アフリカ・プレトリア出身。
ハールスホンテイン大学、ゴールデン・ライオンズ、ライオンズ を経る。
2017年、NTTドコモレッドハリケーンズ(現・NTTドコモレッドハリケーンズ大阪)に加入。同年8月26日に行われたジャパンラグビートップリーグ第2節のクボタスピアーズ戦に先発出場で日本での公式戦初出場を果たす。
2022年7月、NTT再編に伴う新チーム浦安D-Rocks選手スコッドに選ばれた。
2025年6月1日、浦安D-Rocks退団を発表。
025年8月、トヨタヴェルブリッツに加入。